# Vanwyksdorp
Vanwyksdorp è una cittadina sudafricana situata nella municipalità distrettuale di Eden nella provincia del Capo Occidentale.

## Geografia fisica
Il piccolo centro abitato sorge nel Piccolo Karoo a circa 75 chilometri a nord-ovest della città di Mossel Bay.

## Storia
Vanwyksdorp venne fondata nel 1904 come parrocchia della Chiesa riformata olandese e prese il nome della famiglia Van Wyk.